# Icterus pyrrhopterus
Icterus pyrrhopterus — вид воробьиных птиц из семейства трупиаловых. Ранее считался подвидом Icterus cayanensis. Выделяют четыре подвида.

## Распространение
Обитают на территории Аргентины, Боливии, Бразилии, Парагвая и Уругвая. Живут в лесах, поросших пальмами саваннах.

## Описание
Длина тела около 20 см. Самцы номинативного подвида весят в среднем 33,3 г, самки — 30,4 г. Хвост длинный, клюв тонкий и длинный.

## Биология
Питаются насекомыми, другими членистоногими, нектаром и фруктами. Возможно, моногамны.

## Охранный статус
МСОП присвоил виду охранный статус LC.